# Obelisk von Buenos Aires

Obelisk von Buenos Aires

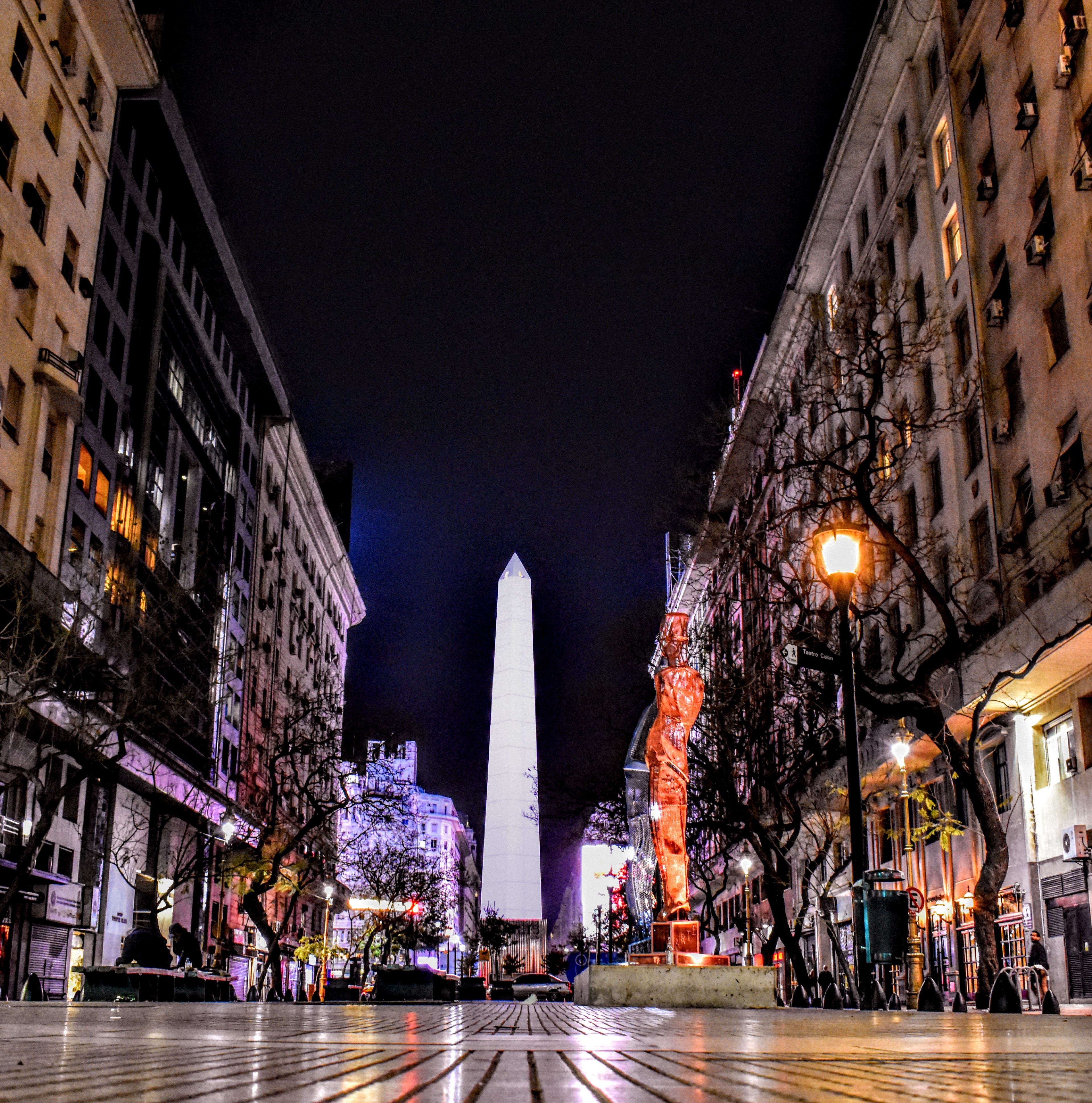
Obelisk bei Nacht

Der Obelisk von Buenos Aires (spanisch Obelisco) ist ein im Jahr 1936 errichtetes 67,5 Meter hohes Denkmal in der Stadt Buenos Aires. Er ist Mittelpunkt und Wahrzeichen der Stadt. Der Turm ist für normales Publikum nicht zugänglich; der Aufstieg ist nur mit behördlicher Genehmigung über innen befindliche Stahlleitern und mit Klettersicherung möglich (206 Sprossen). An der Spitze des Obelisken befindet sich an jeder seiner vier Seiten ein Fenster.

## Lage
Der Obelisk befindet sich an der Stelle der im Jahr 1773 errichteten Kirche San Nicolás, die abgerissen und an anderer Stelle neu gebaut wurde, als 1936 die Bauarbeiten für die Avenida 9 de Julio begannen. Er ist durch drei U-Bahn-Linien gut zu erreichen.

## Geschichte
Der aus Stahlbeton gefertigte und mit weißen Natursteinplatten verkleidete Obelisk wurde von deutschen Firmen in den Monaten März bis Mai 1936 anlässlich des 400-jährigen Stadtgründungsjubiläums errichtet. Er befindet sich auf der Plaza de la República und wurde vom deutschstämmigen Architekten Alberto Prebisch nach dem Vorbild des Washington Monument geplant und in nur etwa 8 Wochen errichtet.
Bereits drei Jahre nach seiner Fertigstellung sollte der Obelisk aus ökonomischen, ästhetischen und sicherheitstechnischen Gründen abgerissen werden, was jedoch verhindert werden konnte. Im Jahr 2005 wurde das Monument gründlich restauriert.

## Inschriften
Inschriften auf allen vier Seiten erwähnen die wichtigsten Ereignisse der Stadt Buenos Aires: erste Stadtgründung (1536) und zweite Gründung durch Juan de Garay (1580), Hissen der argentinischen Flagge (1812), Ernennung zur Hauptstadt (1880), 400-jähriges Stadtjubiläum (1936).

## Einzelnachweis
1. ↑  Aufstieg auf den Obelisken in Buenos Aires (youtube.com)

Koordinaten: 34° 36′ 13,5″ S, 58° 22′ 53,8″ W